# Hermandad del Buen Fin (Sevilla)
La Hermandad del Buen Fin es una cofradía de Sevilla, Andalucía, España. Procesiona en la Semana Santa el Miércoles Santo. Su nombre completo es Real, Ilustre, Antigua, Fervorosa y Franciscana Hermandad Sacramental y Cofradía de Nazarenos del Santo Sudario, Santísimo Cristo del Buen Fin, Nuestra Señora de la Palma Coronada, San Francisco de Asís y San Antonio de Padua.
Tiene su sede en la iglesia de San Antonio de Padua.

## Historia
Fue fundada por el gremio de curtidores en 1590, en la iglesia de San Juan Bautista, conocida como iglesia de San Juan de la Palma. Sus reglas fueron aprobadas en 1593. Se fundó para dar culto a la Virgen bajo la advocación de Virgen de la Palma.
En los primeros años del siglo XVII se traslada al hospital de San Andrés y luego, en 1605, a la iglesia del convento franciscano de San Antonio de Padua. A lo largo del siglo XVII se crearía un estrecho vínculo entre los franciscanos y la hermandad, llegando a participar estos en sus actos.
La hermandad desapareció y en 1908 se reorganizó en la iglesia de San Antonio de Padua. Al principio sólo tenía un paso donde procesionaban juntos Jesús, las Marías, San Juan y la Virgen, pero en 1930 se estrena un paso de palio para la Virgen.
La Virgen de la Palma fue coronada canónicamente por el cardenal Carlos Amigo Vallejo el 8 de octubre de 2005 en la catedral.

## Cristo del Buen Fin

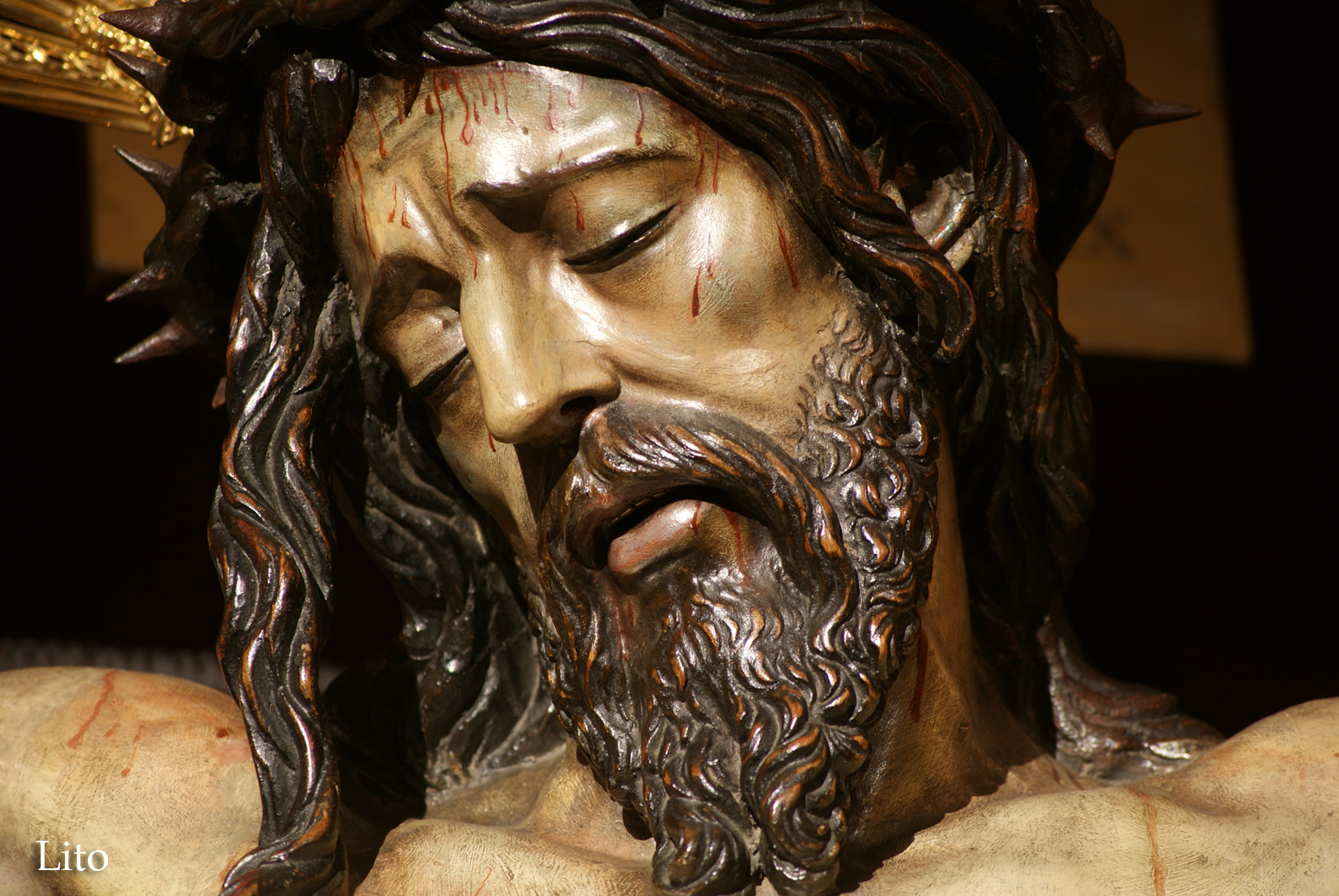
Cristo del Buen Fin.

Es una talla de Cristo muerto en la cruz realizada por Sebastián Rodríguez, discípulo de Juan de Mesa, en 1645. El precio de la talla, según un contrato de 4 de octubre de 1645, fue de 150 ducados en "moneda de bellón". Fue restaurado en 1979 por Luis Ortega Bru.
El paso de Cristo, realizado entre los años 1881 y 1902, es de estilo neobarroco, y de color dorado, siendo iluminado por candelabros de guardabrisas. Los respiraderos se añadieron en 1928. El Cristo posee varios juegos de potencias en plata de ley sobredoradas, incluso las últimas realizadas con motivo de la salida del Vía Crucis del Consejo de Hermandades y Cofradías de 2008, aunque en la salida procesional del Miércoles Santo no vista ninguna de estas. En 1998 se suprimieron del paso de Cristo las figuras de la Magdalena, José de Arimatea, Nicodemo y un centurión romano que habían sido añadidas en 1972 obra de Álvarez Duarte (las cuales desde 2024 procesionan bajo nuevas advocaciones en la hermandad almeriense del Rosario del Mar), se replanteó el monte y se adaptaron los candelabros y las jarras. Esta modificación se realizó para realzar la figura del Cristo.
En 2024 se recupera en el misterio la escena en la que se representa la entrega del permiso para descender a Cristo con cuatro nuevas imágenes de María Magdalena, José de Arimatea, Nicodemo y un centurión romano, obra del imaginero Darío Fernández Parra.

## Virgen de la Palma

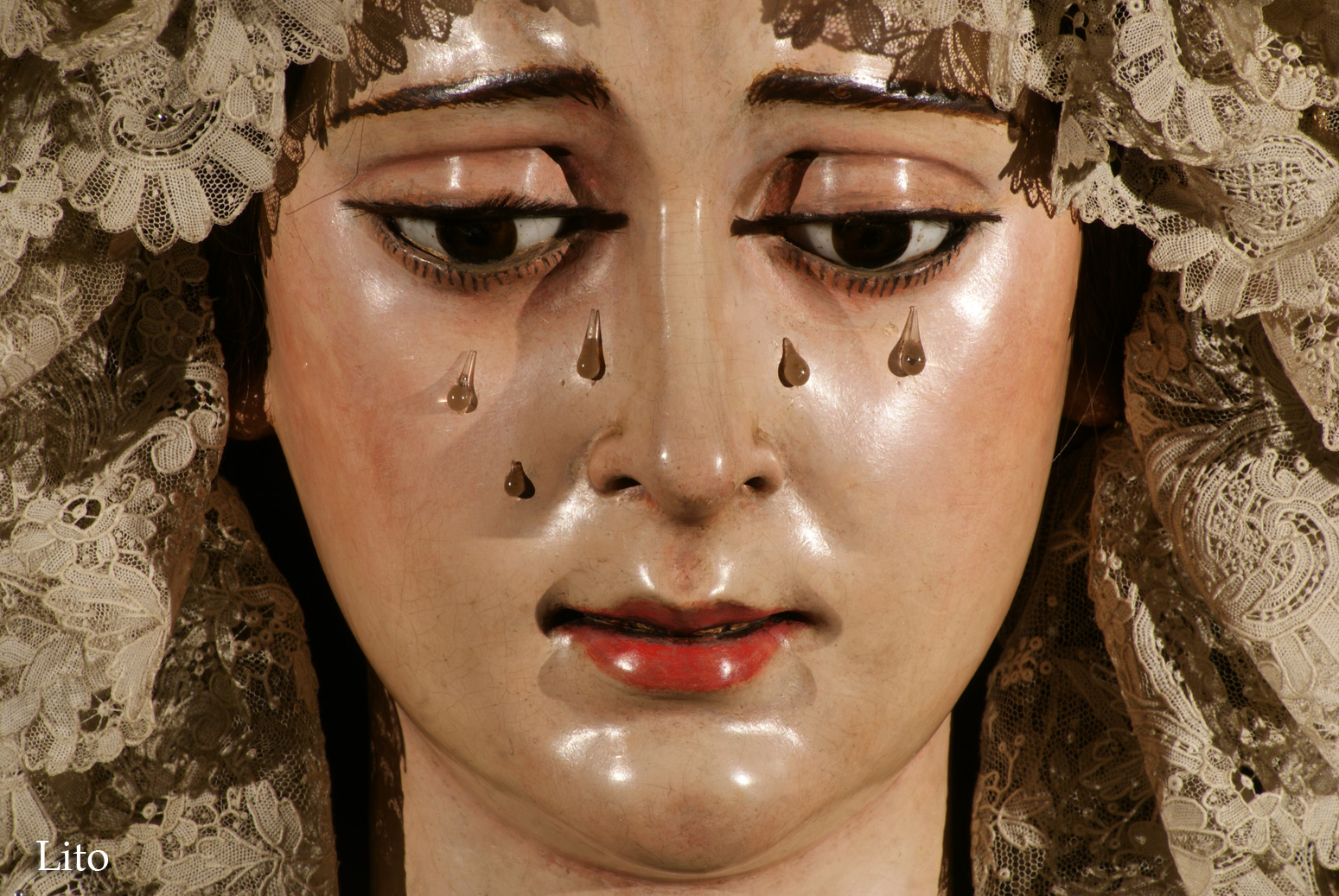
Virgen de la Palma.

En el paso de palio va la Virgen de la Palma. 
La talla de la Virgen es de origen anónimo, del siglo XVII, restaurada en 1980 por Luis Ortega Bru. El paso es de estilo neorrenacentista, con respiraderos con escenas grabadas en plata y jarras de plata. Los candelabros de cola, hechos en 1990. El palio y el manto es de terciopelo azul con tallas y bordado en oro. La Virgen luce corona oro de ley, realizada por el orfebre Manuel de los Ríos en 2005 con motivo de su coronación canónica.

## Túnica
Sus túnicas son de color marrón por su vinculación con la orden franciscana, de cola, con cíngulo en la derecha y tres nudos, similares al hábito franciscano, con antifaz del mismo color.

## Paso por la carrera oficial
| Predecesor: El Carmen | Orden de entrada en la carrera oficial (Miércoles Santo) 2º lugar | Sucesor: La Sed |